# Värska
Värska (em estoniano:  Värska vald) é um município rural estoniano localizado na região de Põlvamaa.